# Constituyentes (métro de Mexico)
Constituyentes est une station de la Ligne 7 du métro de Mexico, située à l'ouest de Mexico, dans la délégation Miguel Hidalgo.

## La station
La station ouverte en 1985, doit son nom à sa proximité avec l'avenue Constituyentes. Son symbole représente un livre et un stylo en référence aux constitutions écrites et signées en 1824, 1857 et 1917 par chaque assemblée constituante.